# Uno (canción de Muse)
«Uno» es una canción y sencillo del disco debut de la banda inglesa Muse, Showbiz. Fue el primer sencillo de la banda, aunque anteriormente ya habían lanzado dos EP. Fue lanzado en el Reino Unido el 14 de junio de 1999, en los formatos de CD y en vinilo de 7". La canción fue grabada y mezclada en los Estudios Sawmill, Cornualles y en los Estudios RAK, de Londres. A pesar de que el sencillo tuvo poco tiempo en las radios, se las arregló para alcanzar el puesto 73 en la tabla de sencillos británica.
La canción también aparece tocada en vivo en el DVD Hullabaloo Soundtrack.

## Estructura
«Uno» está compuesta en Em. La canción comienza con un arreglo de guitarra eléctrica con una base de batería y después se le une el bajo que usa las tríadas para añadir otra melodía.
La canción tiene varios cambios, pasa de una parte únicamente ambientada por los acordes de la guitarra con una melodía lenta para después en el coro pasar a una más pesada.
La canción, inspirada por una exnovia de Bellamy, trata sobre el futuro y el potencial. «Es una canción para nosotros, para decirnos que sigamos por este camino - no rendirnos ante la presión de ir a la universidad o de conseguir un trabajo. Es como una patada en el trasero para que sigamos haciendo lo que hacemos.», explicó Bellamy.

## Videos musicales
Se filmaron tres videos para esta canción. El primero fue grabado en Tower Bridge, y junta con grabaciones de actuaciones en vivo. La banda describió este video como avergozante, desastroso, terrible y embarazoso.
La segunda versión muestra a la banda tocando en una habitación de hotel. Una mujer merodea por los pasillos intentando encontrarlos.
La tercera versión se compone enteramente de actuaciones en vivo.

## Lista de canciones

### CD
1. "Uno" - 3:38
2. "Jimmy Kane" - 2:59
3. "Forced In" - 4:17

### Vinilo de 7"
1. "Uno (Alternative Version)"
2. "Agitated" - 2:19

### Edición francesa
1. "Uno" - 3:38
2. "Jimmy Kane" - 2:59
3. "Forced In" - 4:17

### Edición alemana
1. "Uno (edición para radio)"
2. "Pink Ego Box" - 3:32
3. "Do We Need This?" - 3:24
4. "Muscle Museum (Video)"